# Rioolwaterzuiveringsinstallatie

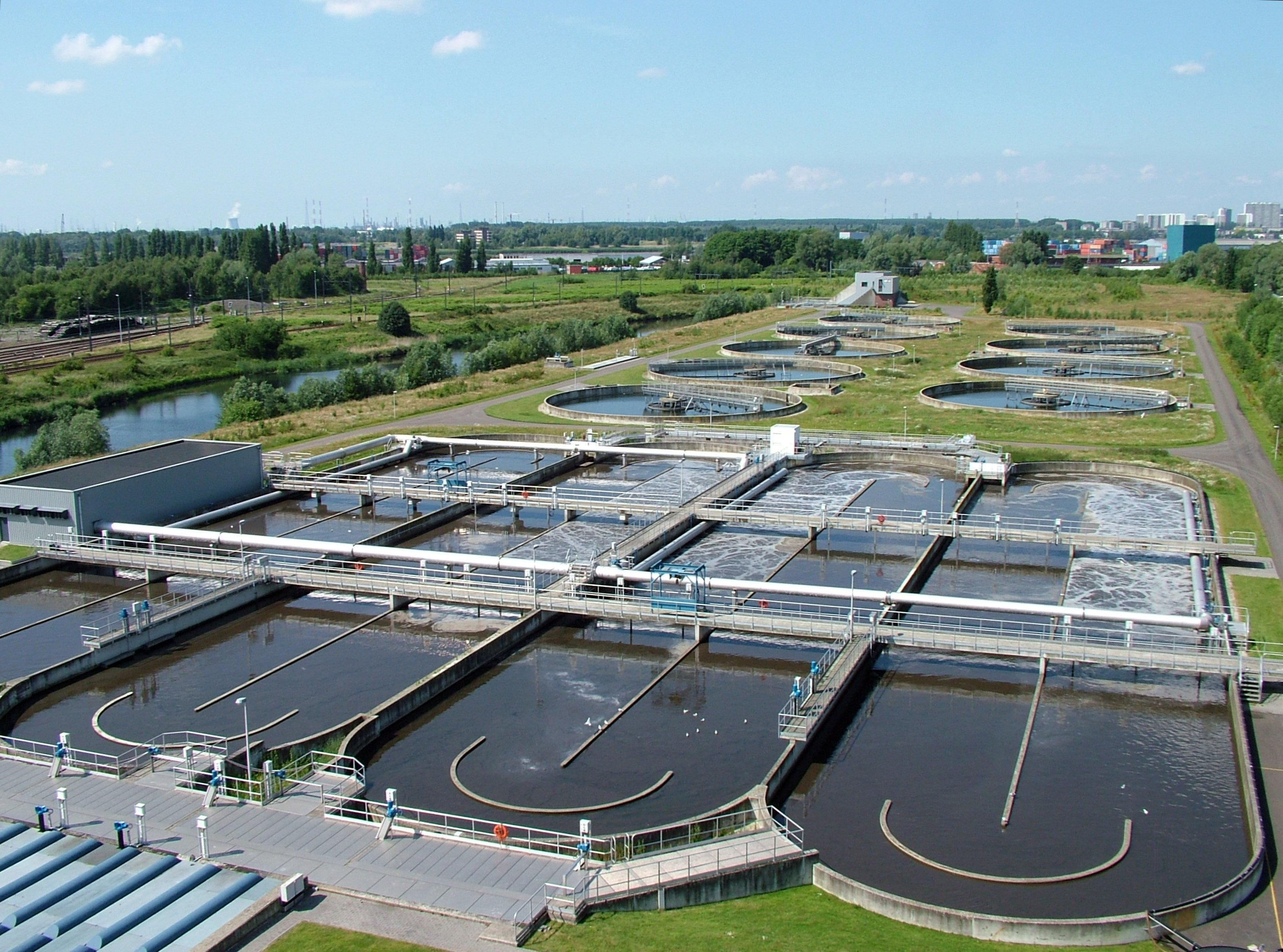
Rwzi-oxidatiesloten Antwerpen-Zuid

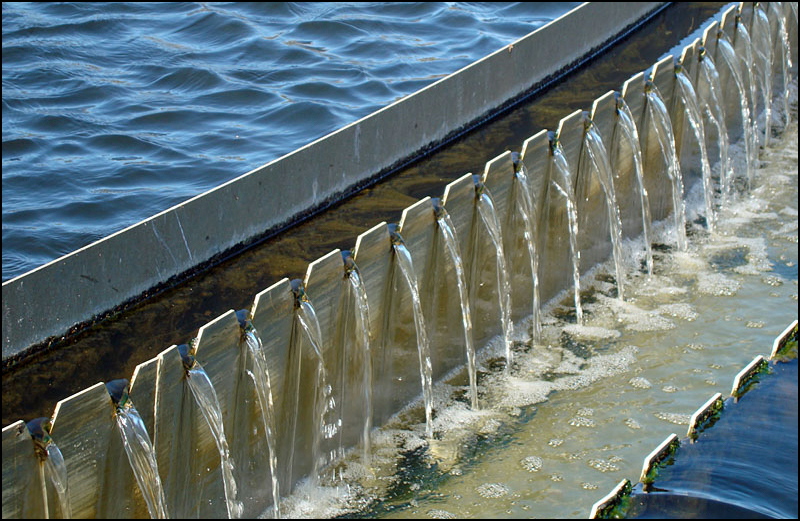
RWZI - Katwijk (Z-H)

Een rioolwaterzuiveringsinstallatie (afgekort rwzi) zuivert stedelijk afvalwater, waaronder het afvalwater van huishoudens, bedrijven en veelal ook het hemelwater van verhardingen dat via het riool wordt afgevoerd. Juridisch wordt het een inrichting genoemd en bestaat het uit zuiveringstechnische installaties.
In een rwzi wordt het stedelijk afvalwater uit riolen gezuiverd voordat het in het oppervlaktewater komt. Het inkomende vuile water, het influent, wordt in een aantal stappen gezuiverd. Het gezuiverde water wordt het effluent genoemd. Achtereenvolgens verwijdert men met een rooster of een afscheider de grovere deeltjes, vervolgens wordt het zand verwijderd. Deze beide stappen zijn nodig om in feite de daadwerkelijke zuivering te beschermen. Daarna wordt vaak in bezinktanks de fijnere bezinkbare stoffen verwijderd, en ten slotte de opgeloste stoffen door aerobe biologische zuivering. Behalve water komen andere stoffen vrij, met name slib, dat soms een nieuwe bestemming krijgt. De zuivering van afvalwater is ingekaderd in nationale en internationale regelgeving.

## Geschiedenis van afvalwaterzuivering

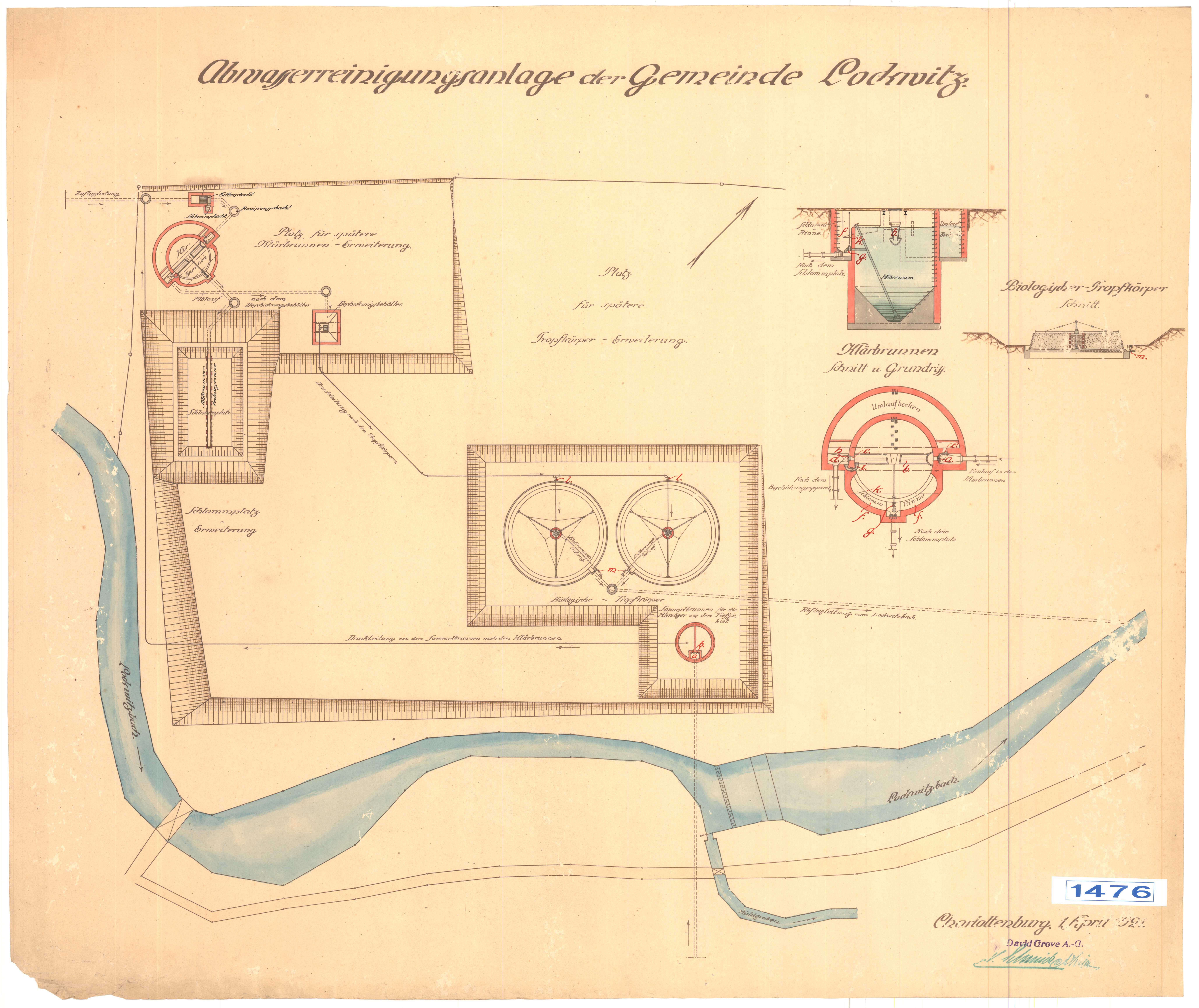
Een bouwtekening van een rioolwaterzuivering in de Duitse stad Dresden uit 1921.

Zuivering van afvalwater is historisch gezien een vrij recente ontwikkeling die direct gekoppeld kan worden aan de industriële revolutie. Hoewel er al afvalwater op gereguleerde wijze werd afgevoerd door het aanleggen van de allereerste riolen in Mesopotamië tussen 3500 v.Chr. en 2500 v.Chr., was er van zuivering nog geen sprake. Wel wordt afvalwater al sinds de Romeinse tijd gebruikt als bron van meststoffen, waarmee deze meststoffen aan het water onttrokken werden. Voor zover bekend vond chemische behandeling van afvalwater plaats sinds 1740. Door toevoeging van kalkmelk produceerde men een met guano verwante meststof en werd tegelijk de bezinking van zwevend materiaal bevorderd. Nadien werden chemische afvalwaterbehandelingsmethoden meer en meer toegepast.
Na de industriële revolutie en de hiermee gepaard gaande verstedelijking werd het afvalwaterprobleem groter. Men maakte zich in toenemende mate zorgen over de verspreiding van besmettelijke ziekten. Daarom startte men omstreeks 1840 een onderzoek naar de overdracht van onder meer cholera en buiktyfus. John Snow ontdekte dat de cholera-epidemie van 1854 in Londen werd veroorzaakt door besmet water uit de waterpomp op Broad Street en toonde aan dat het behandelen van afvalwater en menselijke ontlasting noodzakelijk is voor de volksgezondheid. Drink- en afvalwater werden in Londen gescheiden en het afvalwater werd gezuiverd. De daaropvolgende sanitaire revolutie in de westerse wereld zorgde ervoor dat er in de steden voor het eerst geen sterfteoverschot meer was. Ter vergelijking waren diarree, longontsteking en mazelen met respectievelijk 67,1%, 14,8% en 4,2% in 2007 in Bangladesh de meest voorkomende ziekten door onvoldoende behandeling van sanitair afval. Onderzoek van het Water and Sanitation Program van de Wereldbank schat de baten van de behandeling van urine en uitwerpselen die anders voor watervervuiling zorgen, drie tot acht maal hoger in dan de kosten. Bovendien geldt dat hoe meer afvalwater ingezameld wordt via rioleringssystemen, hoe hoger de baten zijn voor verstedelijkte gebieden.
Op sommige plaatsen waar men landbouwgronden met afvalwater bemestte, maakte men gebruik van meren, sloten en kuilen als voorbehandeling. De zwaardere deeltjes in het afvalwater bezonken hierin, waardoor de vuilvracht werd verlaagd. Deze techniek werd vermoedelijk voor het eerst in 1829 toegepast in Edinburgh. In 1895 werd de septische tank uitgevonden door Donald Cameron en F.J. Cummins. Omdat er steeds minder landbouwareaal beschikbaar was en er dus minder te bemesten akkergrond was, ontstond het idee dat waterzuivering efficiënter kon verlopen als gebruikgemaakt werd van organismen. Diverse onderzoekers bestudeerden aan het eind van de 19e eeuw "biologische" filters op basis van klei, zand of grind. Sir Edward Frankland ontdekte in 1870 dat de omzetting in stikstofzouten toenam als het door een gravelfilter gevloeid was. In het Lawrence Experimental Station in Massachusetts (VS) werd de techniek verder verfijnd en zo ontstonden omstreeks 1890 de zogenaamde biofilters. Enige jaren later ontwikkelde Joseph Corbett in het Verenigd Koninkrijk de eerste oxidatiebedden die continu bevloeid werden met afvalwater.
De allereerste experimenten met het beluchten van afvalwater werden uitgevoerd in 1880. R. Angus Smith onderzocht vooral het effect van beluchting op geurproblemen. In 1912 werd op het al genoemde Lawrence Experimental Station het onderzoek naar de beluchting van afvalwater voortgezet, dit keer gericht op de aangroei van uit algen bestaande biofilms. Het belang van het behoud van dergelijke biofilms bleek in 1913. De onderzoekers mengden het afgezonderde bezonken materiaal met vers afvalwater en kregen volledige nitrificatie in 24 uur in plaats van in enkele weken. Daarmee was de basis van het actief-slibproces gelegd. Hoewel het snelle initiële succes van oxidatiebedden voor de afvalwaterzuivering van grote steden de ontwikkeling van het actiefslibmodel afremde, waren er in 1923 reeds tachtig experimentele zuiveringsstations en zeventien stedelijke zuiveringsstations met het actief-slibsysteem operationeel of in aanbouw. Het actief-slibproces werd superieur ten opzichte van alle andere bestaande technieken. Het is daardoor nog steeds de meest gebruikte techniek voor afvalwaterzuivering.
In de beginperiode van het actief-slibproces werd de methode toegepast voor de verlaging van het biologisch zuurstofverbruik en zwevende stoffen. De eerste effluentnormen voor ammonium werden opgelegd in de jaren vijftig. De eerste normen op de concentraties van nitraat en nitriet volgden in de jaren zeventig. De eisen werden in de volgende decennia onder invloed van het toenemend milieubewustzijn stelselmatig strenger.
Sinds de jaren zestig zijn zuiveringssystemen die gebaseerd zijn op membranen in opkomst. Ultrafiltratie is een zuiveringsmethode voor het verkrijgen van zeer zuiver water. Deze dure techniek vindt men niet standaard terug in een rioolwaterzuivering, maar is een vorm van quaternaire zuivering. Ultrafiltratie wordt in de waterzuivering vooral toegepast voor de bereiding van drinkwater. Membraanbioreactoren combineren het gebruik van membraanfiltratie met een biologische zuivering.
Tot het midden van de twintigste eeuw, waren vooral lokale zaken de aanleiding voor waterzuivering, waaronder epidemieën, lokale afwezigheid van zuurstof in het water, lokale watervervuiling en wateropwarming. Eutrofiëring, giftige stoffen en stikstofverwijdering kwamen pas in de jaren 1970 onder de aandacht. Onder meer door globalisering en bevolkingsaangroei is de wereld sterk geëvolueerd, zo ook de afvalwaterbehandeling. De impact van een lozing op een andere locatie stroomafwaarts kon niet meer genegeerd worden, wat aanleiding gaf tot meer geïntegreerde waterbeheersing en zorgde voor wetgeving rond waterkwaliteit. Zo was tot de jaren 80 de waterzuivering in Engeland en Wales onder beheer van de lokale overheid, maar sinds de jaren 90 in handen van grotere regionale privébedrijven. De laatste twee decennia wordt waterzuivering in een nog bredere context gezien: door de opnieuw toegenomen waterkwaliteit wordt zuivering meer en meer in een context van incidentele verontreiniging (overstorten, etc.), rivierbeheer en klimaatverandering aangepakt.

## Uitvoeringen van rioolwaterzuivering

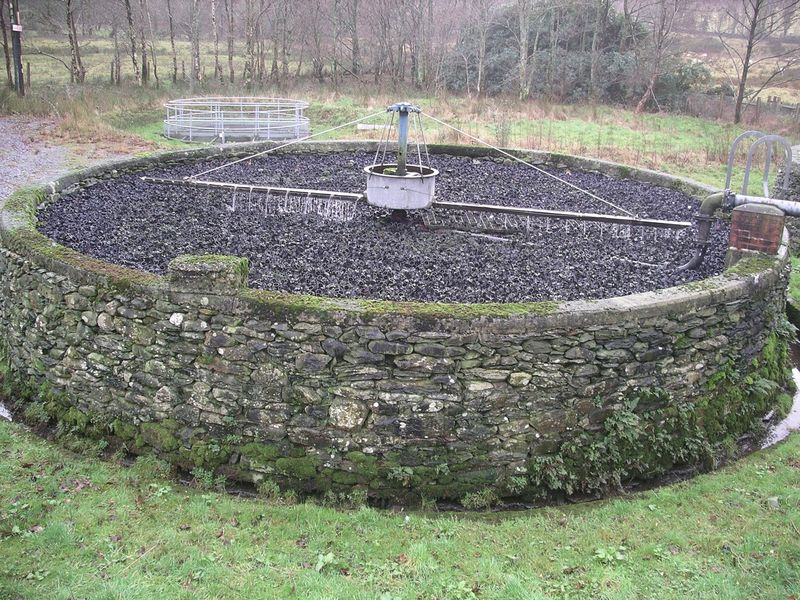
Oxidatiebed

Het actief-slibproces is de meest toegepaste methode voor biologische waterzuivering. Hier zuiveren micro-organismen het water. Een voordeel van deze methode is dat het proces niet afhankelijk is van een bepaald type tank of beluchtingssysteem. Bovendien zijn goede verwijderingspercentages haalbaar tegen aanvaardbare kosten.
De omstandigheden van het zuiveringsproces kunnen zodanig worden aangepast dat dezelfde micro-organismen ook in grote, hechte, snel bezinkbare vlokken of korrels voorkomen: korrelslib. Bij korrelslib maakt men meestal gebruik van sequencing batch reactors (afgekort tot SBR).
Bij membraanbioreactoren (mbr) wordt het afvalwater met het biologisch slib door een membraan geperst. Dit systeem produceert een heel zuiver effluent. Het water is gedesinfecteerd en is direct bruikbaar als proceswater in de industrie of als basis voor de bereiding van drinkwater. Het is ook een goed alternatief voor een actief-slibinstallatie indien niet genoeg ruimte beschikbaar is voor de bouw van verschillende beluchtingstanks en nabezinktanks.
Oxidatiebedden vormen een verouderde technologie aangezien hiermee alleen organische stoffen uit het afvalwater verwijderd worden. Ook hier worden micro-organismen gebruikt waarvan het door hen gevormde biofilm vastgehecht is op een inert materiaal zoals lavastenen.
Kleinschalige rioolwaterzuiveringsstations of kwzi's zuiveren het afvalwater van minder dan tweeduizend personen. Kwzi's vormen meestal een verkleinde uitvoering van een klassieke rioolwaterzuiveringsinstallatie waarbij beluchtingstank en nabezinktank in eenzelfde constructie voorkomen. Daarnaast zijn er andere types, zoals biorotoren en rietvelden (de zogenaamde helofytenfilters).
Individuele waterbehandelingssystemen of iba's verwerken het afvalwater van één gezin. Een septische put is een voorbeeld van een iba.

## Waterzuiveringsprocessen

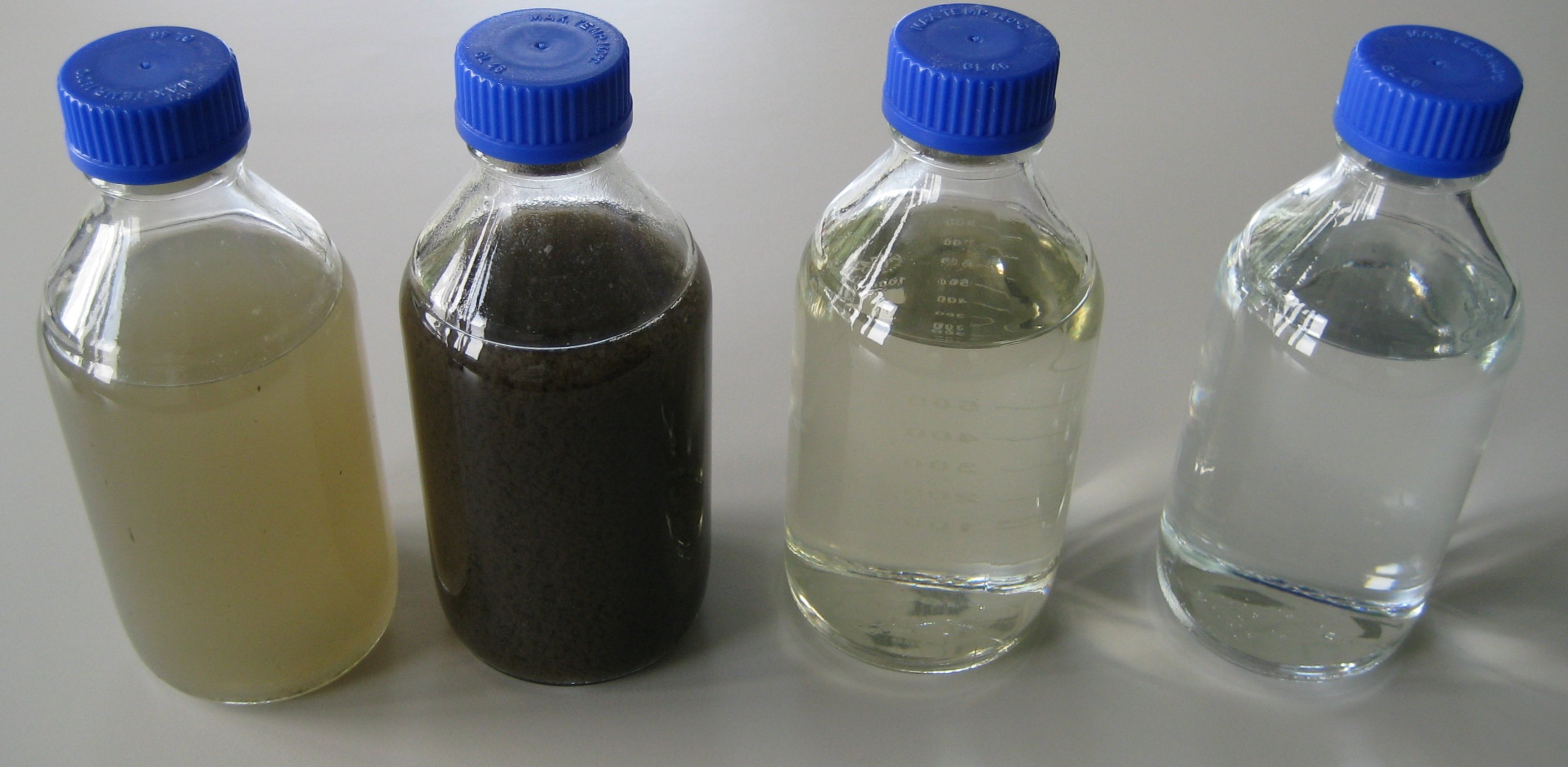
Verschillende stadia van afvalwaterzuivering: van links naar rechts: voorbezonken afvalwater, actief-slib mengsel in de biologische zuivering, water na de standaard biologische zuivering, drinkwater

Het zuiveringsproces wordt opgedeeld in enkele processtappen:
1. Primaire zuivering, gericht op verwijdering van deeltjes op basis van hun grootte en soortelijke massa
2. Secundaire zuivering (biologische zuivering), gericht op verwijdering van organische stoffen
3. Tertiaire zuivering (biologische zuivering), gericht op verwijdering van nutriënten
4. Quaternaire zuivering (nazuivering), gericht op verwijdering van specifieke stoffen

### Primaire zuivering
Gedurende de primaire zuivering wordt met enkele technieken het afvalwater gezuiverd van (vaste) stoffen op basis van hun fysische eigenschappen. Het gaat bijvoorbeeld om blikjes, plastic, bladeren, vet en zand. Het proces begint er meestal mee dat het influent via een influentgemaal wordt opgepompt naar het hoogste punt in de installatie, waarna het door de werking van de zwaartekracht langs een aantal tanks wordt geleid. Eerst worden de grove deeltjes met roosters verwijderd, waarna met een voorbezinktank kleinere deeltjes verwijderd worden. Soms zijn er speciale voorzieningen om vetten of grote hoeveelheden zand, leem of klei af te vangen.

#### Roostergoedverwijdering

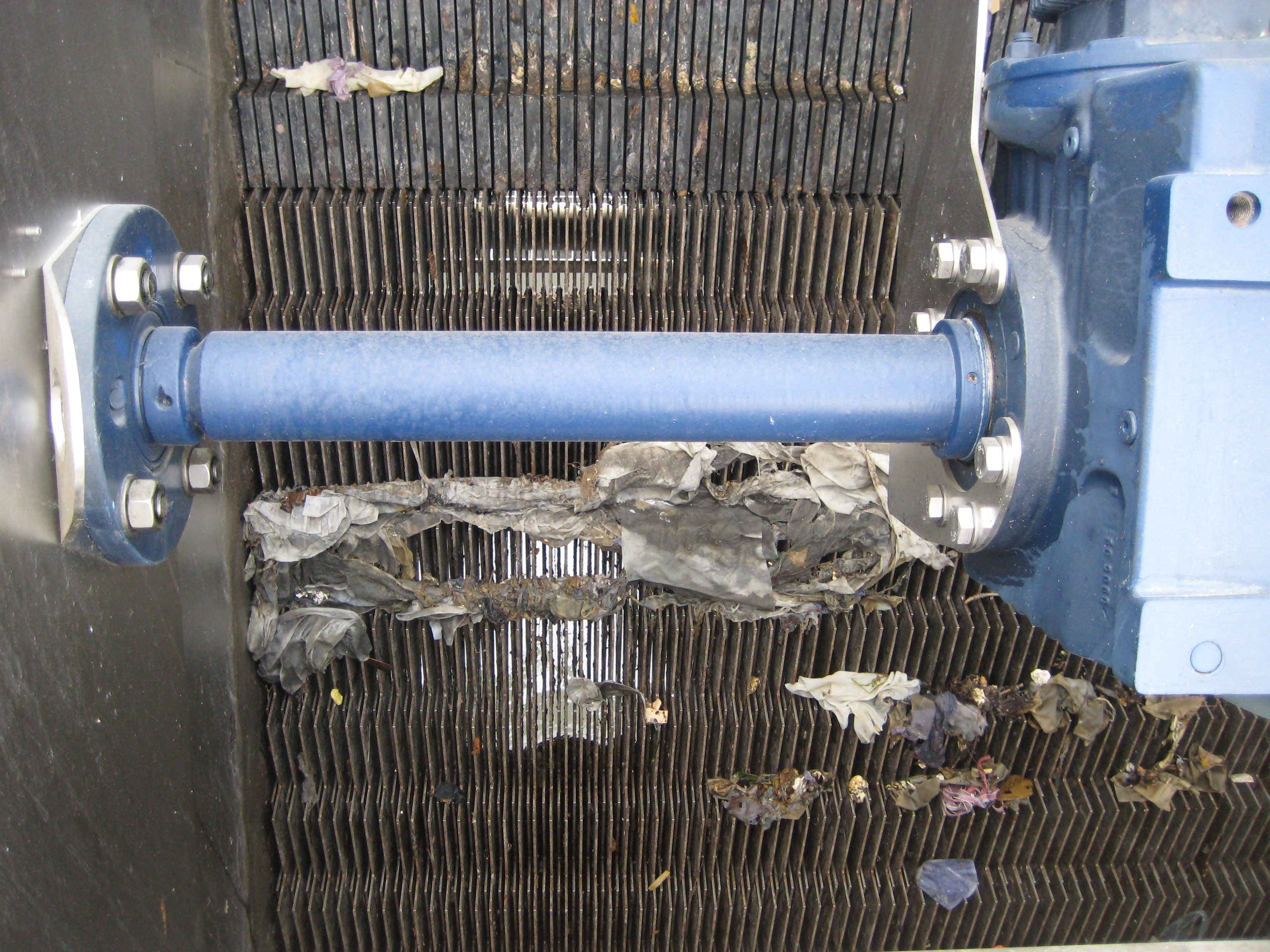
Verwijdering van grof materiaal met behulp van een stappenrooster

Het aangevoerde rioolwater bevat helaas vaak componenten die niet in een riool thuishoren. Dit 'grof vuil' als papier, blikjes, plastic, maandverband en tampons kan leidingen verstoppen en toestellen op het waterzuiveringsstation beschadigen. Dit vuil wordt verwijderd met roosters en heet daarom wel roostergoed. Er zijn enkele typen roosters in gebruik. Stappenroosters bestaan uit een rij metalen platen die afwisselend vast opgesteld en beweegbaar zijn en het grof vuil in stappen omhoog brengen naar een transportband. Grofharkroosters en fijnharkroosters vangen het vuil op op een vast frame, waarna het vuil eraf geharkt wordt. Stappenroosters en harkroosters verwijderen zo in principe al het vuil dat groter is dan enkele millimeters, waarna het afgevoerd wordt naar een afvalverbrandingsinstallatie.

#### Olie- en vetvang

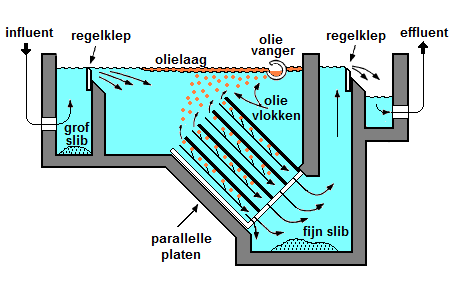
Schema van een olievanger met lamellenseparator

In enkele gevallen komen olie- en vetvangers voor in een rwzi, maar meestal zijn er te weinig vetten in het aangevoerde rioolwater aanwezig om zo'n techniek te rechtvaardigen. Slechts bij dreigende problemen wordt in een vetvang voorzien om te vermijden dat drijflagen zich vormen op de voorbezinktank, zandvanger of elders in de rwzi. Vetvangers kunnen geïntegreerd worden in een zandvanger of in een voorbezinktank.
Een vetvanger is een speciale constructie die bevordert dat olie- en vetdruppels samenvloeien en gescheiden worden van water. Olie en vet zijn lichter dan water zodat deze stoffen na verloop van tijd op het water gaan drijven wanneer het afvalwater zich traag voortbeweegt. De toevoer en de aflaat van de vetvanger bevinden zich onder het wateroppervlak om zo de gevormde vetrijke drijflaag niet opnieuw te mengen met het afvalwater. In een vetvanger is een schraper of drijflaagafstrijker aanwezig die de vetlaag afroomt van het afvalwater. Indien het afgescheiden vet vrij zuiver is, kan men dit hergebruiken als grondstof voor de zeepindustrie of als brandstof in dieselmotoren.
Bij specifieke bedrijfsafvalstromen met veel oliën en vetten, bijvoorbeeld van raffinaderijen, garages, restaurants, slachthuizen en margarinefabrieken, wordt een zogenaamde golfplatenafscheider gebouwd voor het verwijderen van fijne oliedruppels uit het afvalwater. Bij deze scheider wordt het water door een aantal compartimenten met dichtopeenstaande golfplaten geleid. Wanneer de oliedruppels langs de golfplaten stromen, slaan deze neer op de golfplaten. De druppels bewegen langzaam naar boven, vormen een drijflaag op het water die wordt afgeroomd met een drijflaagafstrijker.

#### Zandvang

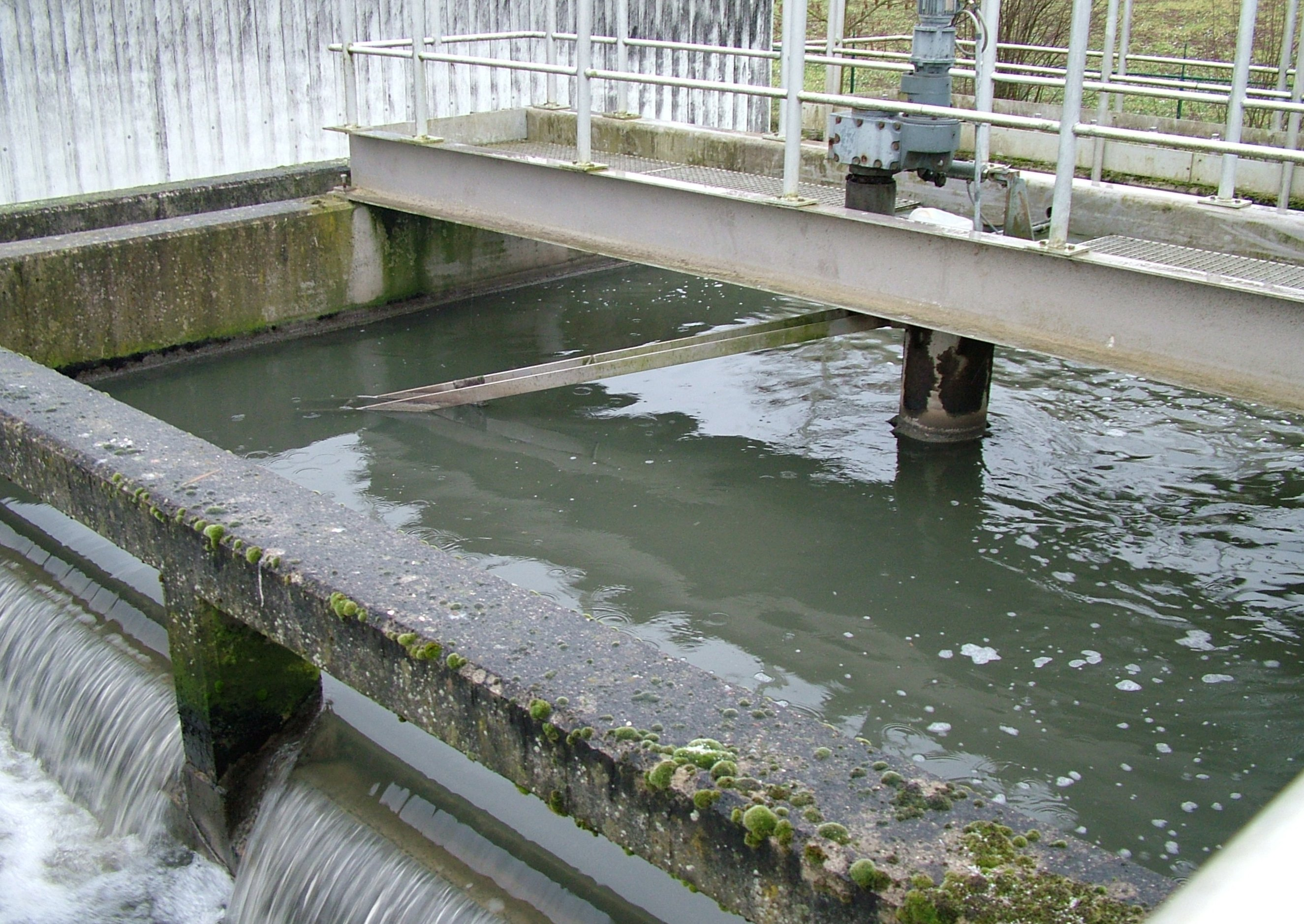
Zandvanger (merk Dorr), een ondiepe vierkante tank voor de verwijdering van zand

Een zandvanger is een systeem bestaande uit tanks of bakken dat door het verlagen van de watersnelheid in staat is om deeltjes zand, klei of leem te verwijderen. Een zandvanger wordt enkel toegepast op locaties waar het influent veel van deze bestanddelen bevat. In andere gevallen bezinkt het zand, klei en leem na verloop van tijd in de verschillende tanks van een zuiveringsinstallatie zodat de effectiviteit van de zandvanger daalt.
De werking van een zandvanger is gebaseerd op een gecontroleerde verlaging van de watersnelheid tot ongeveer 30 cm/s. Daardoor verwijdert een zandvanger deeltjes die een soortelijke massa hebben van ca. 2,6 kg/l en een grotere diameter hebben dan ongeveer 0,2 mm door bezinking en houdt deze intussen zo veel mogelijk organisch materiaal in suspensie. De meeste zandvangers zijn ondiepe vierkante bakken of rechthoekige tanks waarin het water horizontaal doorstroomt. Het beluchten van een zandvanger verhoogt de efficiëntie van de zandverwijdering door het introduceren van verticale wervelingen in het water. Deze wervelingen zorgen ervoor dat het zand naar de onderkant van de tank wordt geslingerd en daar blijft liggen. Bij zandvangers met een ronde tank stroomt het water langs de rand binnen, waardoor een draaiende spiraalvormige beweging ontstaat. Het zand verzamelt zich in het midden van de ronde zandvanger en het gezuiverde water stroomt over een overstortrand die hoger ligt dan de buis die het water aanvoert.
Het mengsel dat in een zandvanger bezinkt, wordt in sommige installaties ook gewassen en naar een container gevoerd. Dat geeft de mogelijkheid om deze materialen te hergebruiken, bijvoorbeeld in de bouwsector.

#### Voorbezinking
Een voorbezinktank is een bezinktank die men gebruikt voor het verwijderen van bezinkbare organische deeltjes uit het afvalwater. In deze bezinktank zakken grotere organische deeltjes naar beneden, net als de zandkorrels en grote vaste deeltjes die niet verwijderd werden door de voorafgaande zuiveringsstappen. Het is een (meestal cilindervormige) tank, waarin het water langzaam stroomt om de afvalstoffen te laten bezinken. Het water stroomt de tank in in het midden op ongeveer een halve meter onder het wateroppervlak. De specifieke bouw van de inlaattrommel in het midden van de tank zorgt ervoor dat het ingebrachte water zich in nagenoeg alle omstandigheden in elke richting gelijkmatig verspreidt. Door deze gelijkmatige verspreiding wordt het bezonken materiaal zo min mogelijk omgewoeld. Een bezinktank is in het midden dieper dan aan de rand en bevat een draaiende ruimerbrug. Onderaan deze ruimerbrug zitten schrapers die het bezonken slib over de schuinaflopende bodem naar het midden van de tank duwen. Daarna wordt slib onderaan de tank weggepompt terwijl het water dat ontdaan is van het merendeel van de zwevende stoffen bovenaan over een rand met inkepingen overstort. Deze inkepingen verhinderen dat het water bij voorkeur in de windrichting stroomt bij een stevige wind. Stoffen die lichter zijn dan water gaan na verloop van tijd drijven op het water. Op deze wijze kunnen drijflagen gevormd worden op bezinktanks. Duikschotten tot 20 cm onder het wateroppervlak dicht bij de overstortrand met inkepingen verhinderen dat het drijvende materiaal meevloeit met het gezuiverde water.

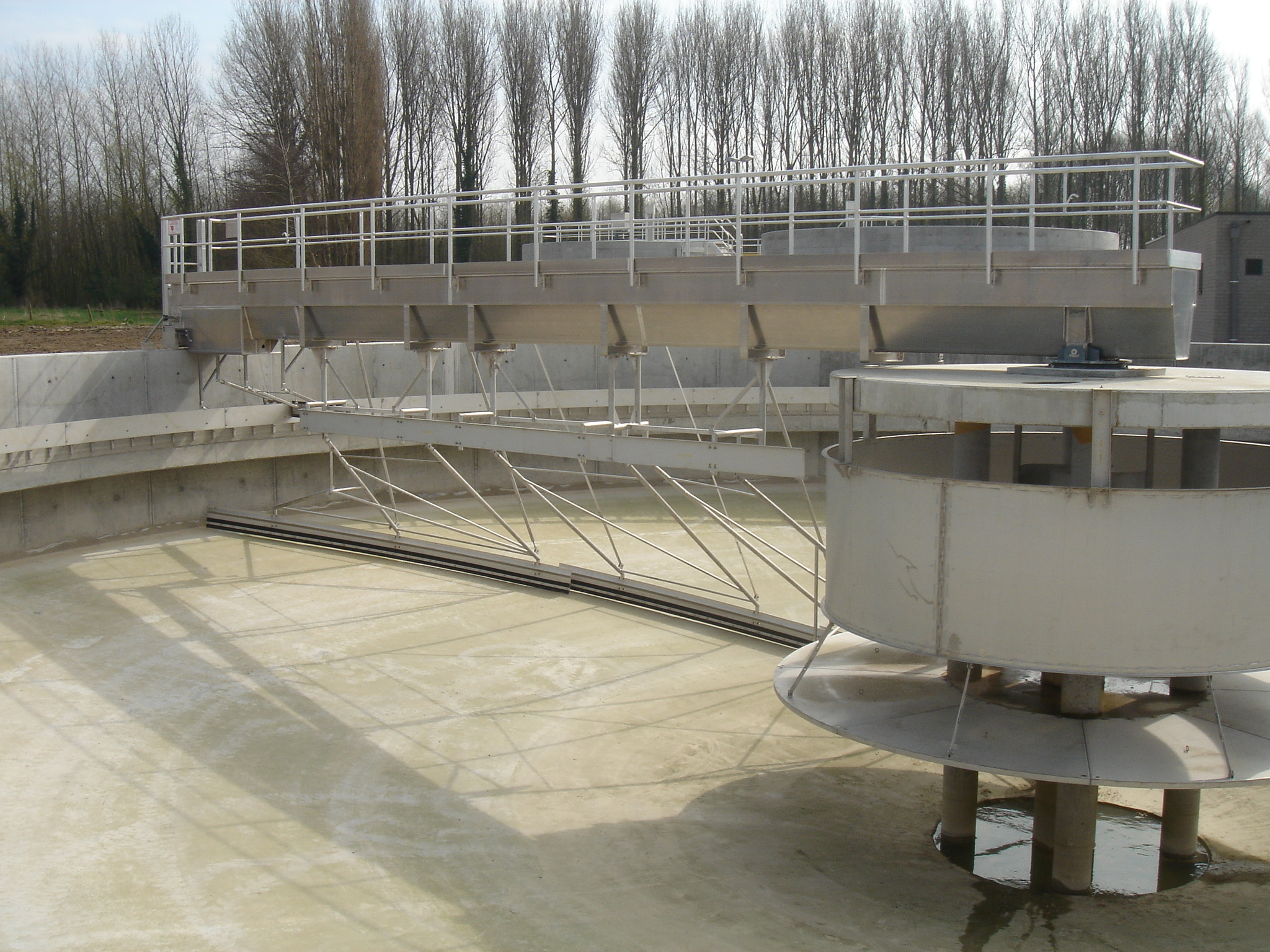
Lege bezinkingstank: zicht op de inlaatconstructie, ruimerbrug en schraapsysteem
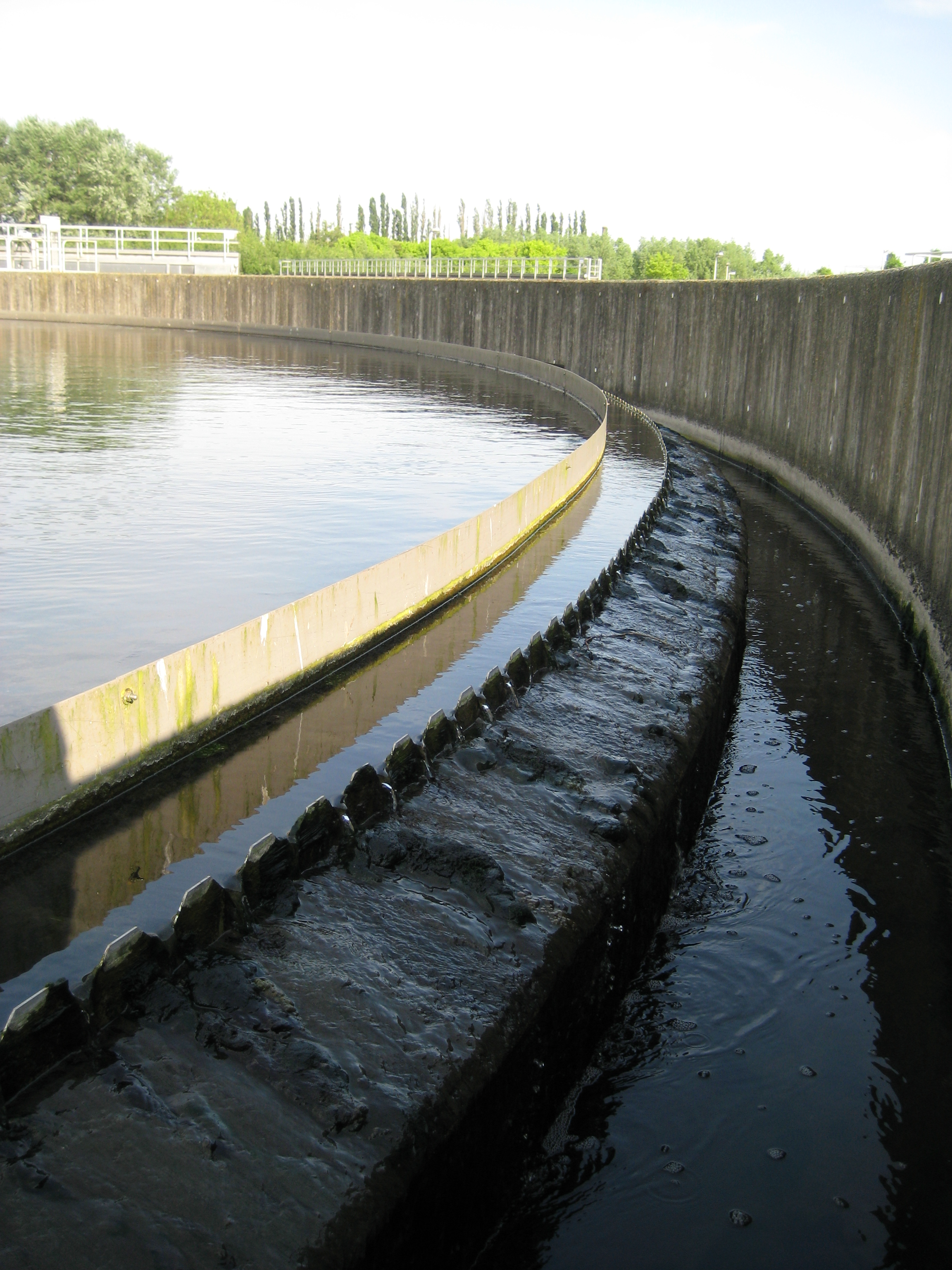
Detail van overstortrand en duikschot van een bezinktank

### Secundaire zuivering
Na de fysische zuivering van het afvalwater volgt de biologische zuivering. Daarbij wordt het organisch materiaal, ook wel de koolstof-vuilvracht genoemd, afgebroken. Diverse soorten micro-organismen waaronder bacteriën gebruiken het organisch materiaal als voedsel. Dit materiaal bevat bijvoorbeeld menselijke afvalproducten zoals fecaliën. De micro-organismen produceren een soort slijmlaag die hen bescherming biedt en de zwevende organische deeltjes absorbeert. Omdat de micro-organismen zich voeden met dit afval, zullen ze toenemen in aantal, waardoor extra biologisch slib gevormd wordt. Dit zogenaamde secundaire slib is het belangrijkste bijproduct dat ontstaat bij de zuivering van afvalwater en vormt samen met het roostergoed, zand en eventueel primair slib uit de primaire zuivering de afvalproducten van een rwzi.
Een actief-slibinstallatie is de meest toegepaste vorm van rioolwaterzuivering en wordt hier besproken. De secundaire zuivering wordt hierbij gestart door het mechanisch gezuiverde afvalwater in contacttanks te mengen met biologische slibvlokken die aan het einde van de biologische zuivering uit de nabezinktanks worden gehaald. Eventueel zijn speciale selectortanks aanwezig die voorzien zijn van een goed mengsysteem voor de bevordering van de bezinkbaarheid van het slib. Bij de secundaire zuivering maakt men gebruik van een beluchtingstank en een nabezinktank.

#### Actief slib
Het actief slib bestaat uit een brede waaier van organismen, van eencellige tot meercellige organismen, en van organismen die leven van de afvalstoffen in het afvalwater tot organismen die zich voeden met andere organismen in het slib.
Indeling volgens groep:
- Bacteriën
- Eencellige protozoa
  - Ciliaten (zuiginfusoren, gesteelde, kruipende of zwemmende ciliaten)
  - Flagellaten
  - Amoeben
- Meercellige metazoa
  - Rotiferen
  - Nematoden
  - Hogere organismen
    - Hogere wormen
    - Beerdiertjes
    - Watervlooien

Deze organismen kunnen zowel vrij in het water als vastgehecht aan een slibvlok voorkomen. In de slibvlok leven de organismen in een soort slijmlaag waarop de afvalstoffen uit het afvalwater zich vastzetten. Deze slijmlaag vormt tevens een soort bescherming voor de micro-organismen. Het voorkomen van deze organismen op de slibvlok hangt sterk af van de voedselvoorkeur. Zo komen bijvoorbeeld gesteelde ciliaten in hoofdzaak vastgehecht aan de rand van de slibvlok voor, vermits ze met hun ciliën (soort trilhaartjes) losse bacteriën uit het water aanwaaien als voedingsbron. Daardoor verlaagt de troebelheid en hebben de gesteelde ciliaten een soort filterende functie voor het afvalwater.

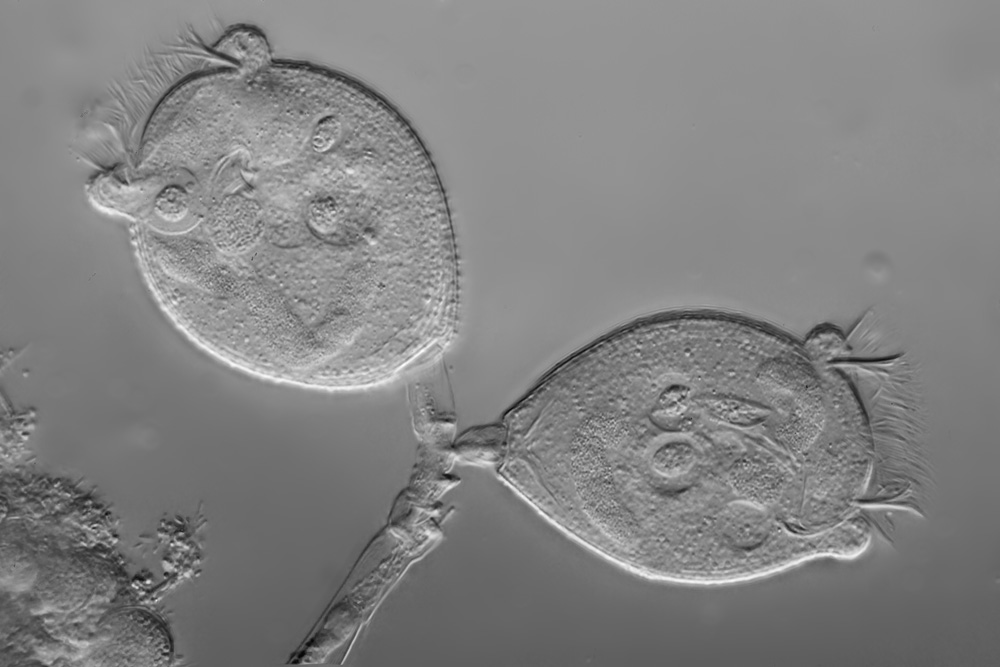
Vorticella (soort gesteelde ciliaten). Op de uiteinden rechts en linksboven zijn de "haartjes" (= de ciliën) zichtbaar waarmee ciliaten voedsel uit het water naar zich toewaaien, zodat het verteerd kan worden.
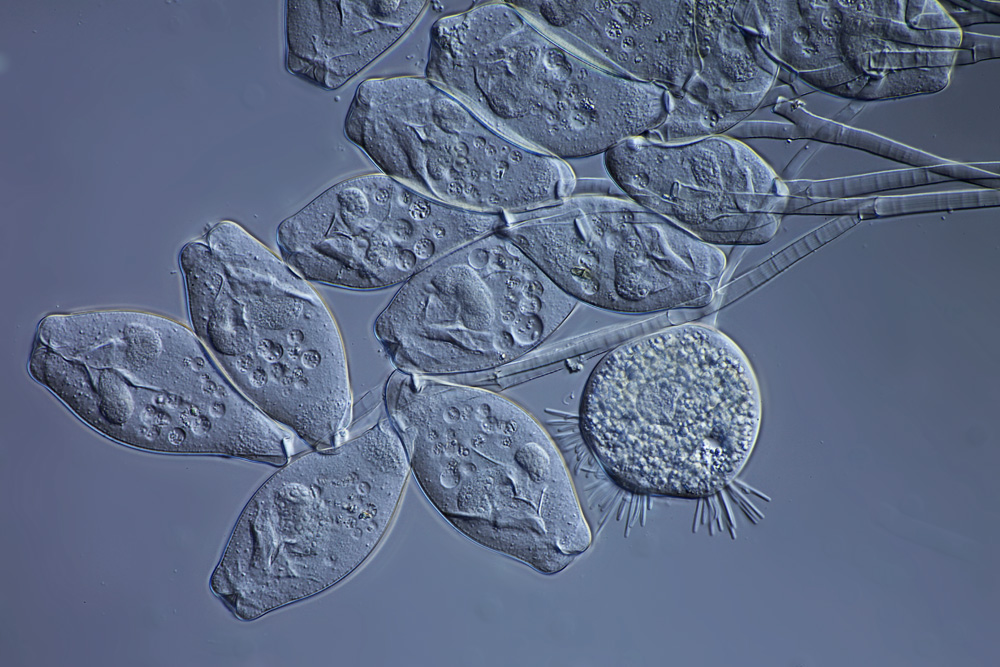
Gesteelde ciliaten in inactieve vorm. Cel rechtsonder: zuiginfusor: een predator die andere micro-organismen, zoals gesteelde ciliaten, opeet.
- Een (bewegend) beerdiertje.

#### Beluchtingstank

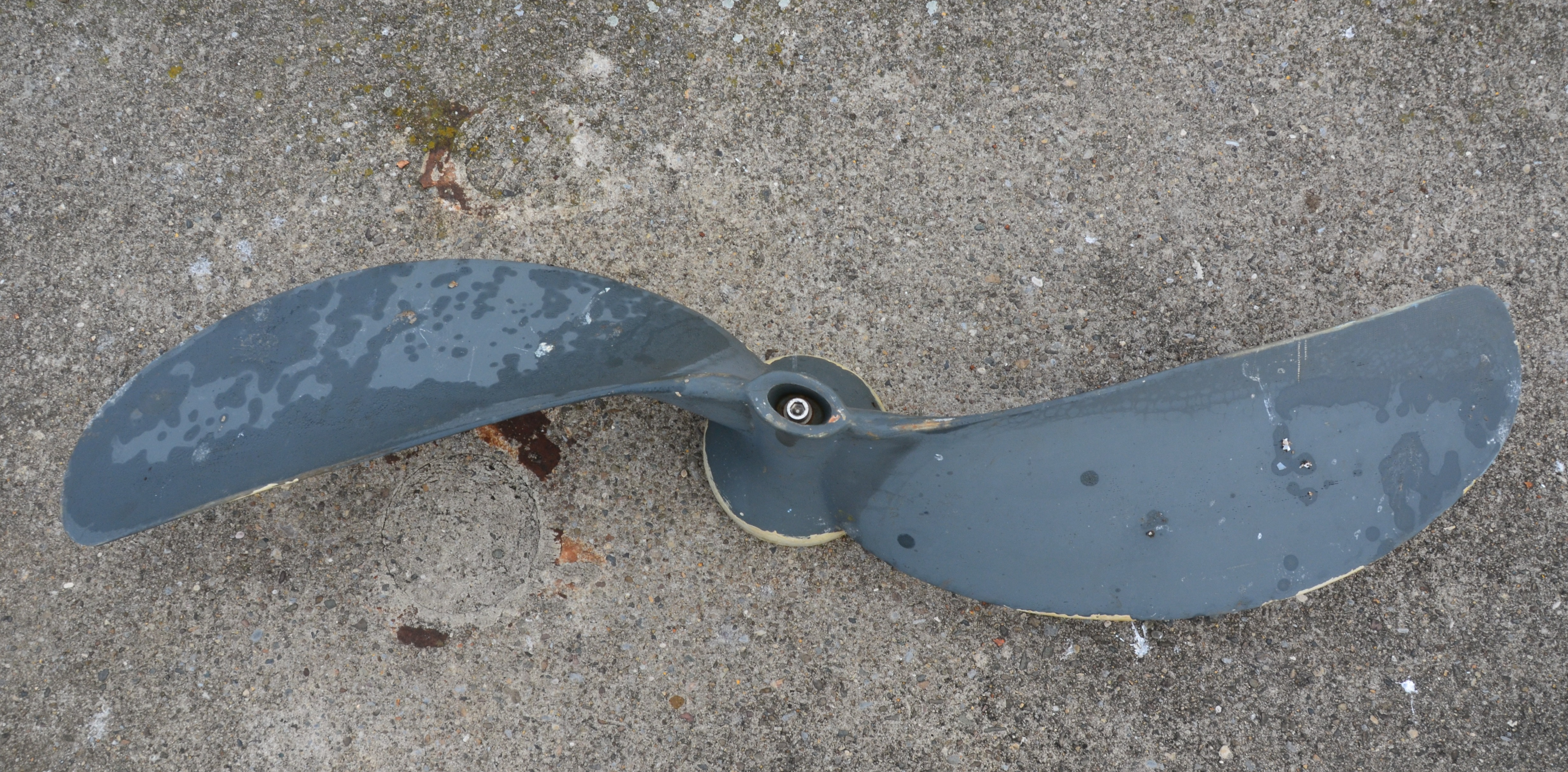
Schroef van een voortstuwer uit een beluchtingsbekken

In de beluchtingstank vindt de aerobe zuivering plaats. Met de toegevoegde zuurstof kunnen de micro-organismen de organische vuilvracht in het water-slibmengsel afbreken. Er bestaan vele uitvoeringen van een beluchtingstank qua vorm (bijvoorbeeld rechthoekige tanks en carrousels), afmetingen en bedrijfsvoering (bijvoorbeeld gemengde tank, tank met propstroomkarakter). Om te verhinderen dat het actief slib bezinkt in een beluchtingstank en om ervoor te zorgen dat het water in beweging blijft, plaatst men dikwijls een mixer of een voortstuwer in de tank.

Enkele veelvoorkomende types beluchtingssystemen die men in de waterzuivering gebruikt in een beluchtingstank:
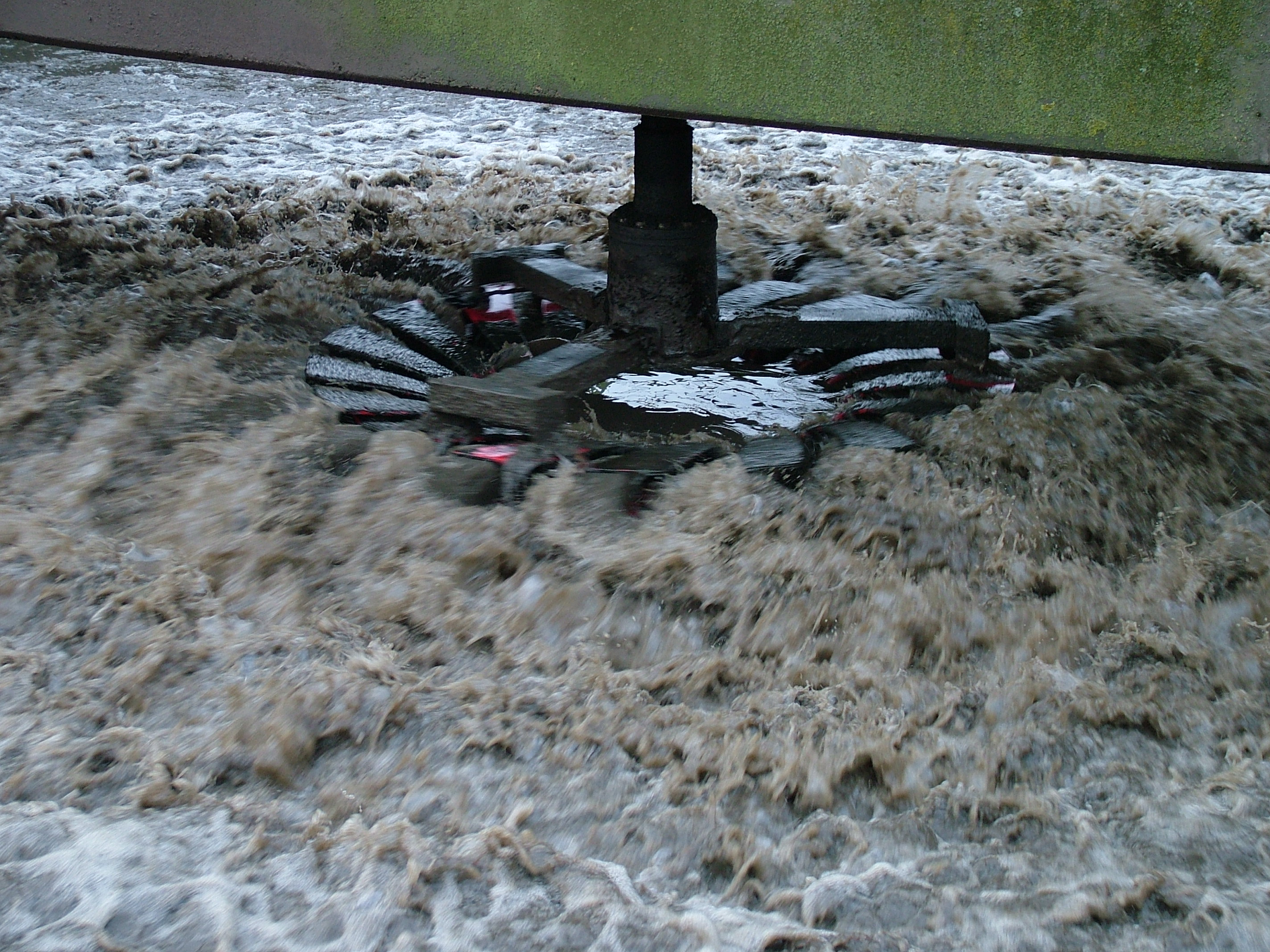
Traagdraaiende puntbeluchter
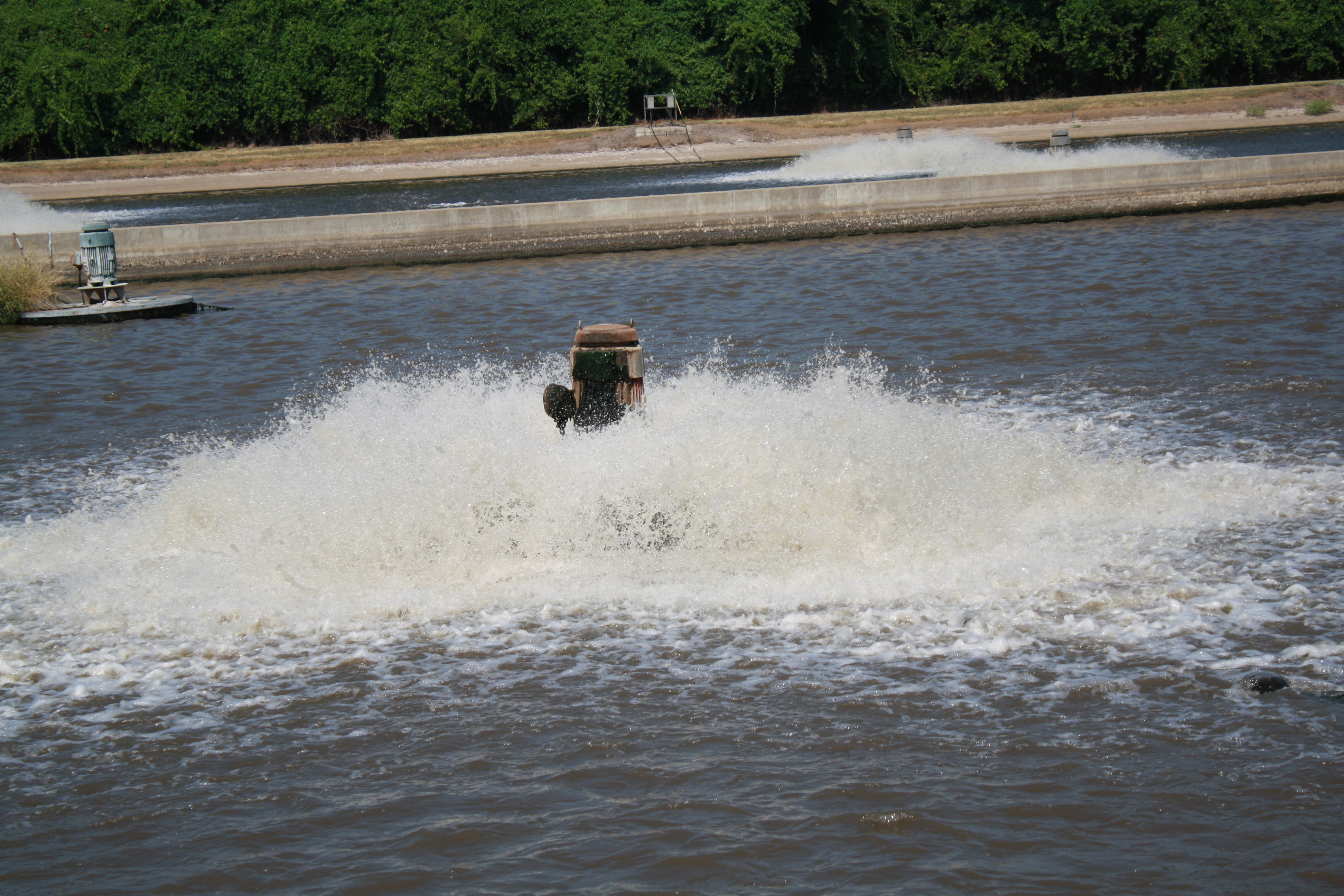
Sneldraaiende puntbeluchter
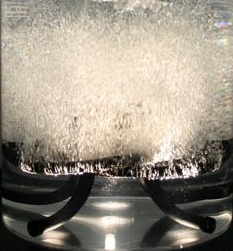
Fijnbellenbeluchting: lucht onder druk wordt door een fijn membraan geperst

Verouderde beluchtingssystemen die men in de waterzuivering gebruikt in een beluchtingstank:
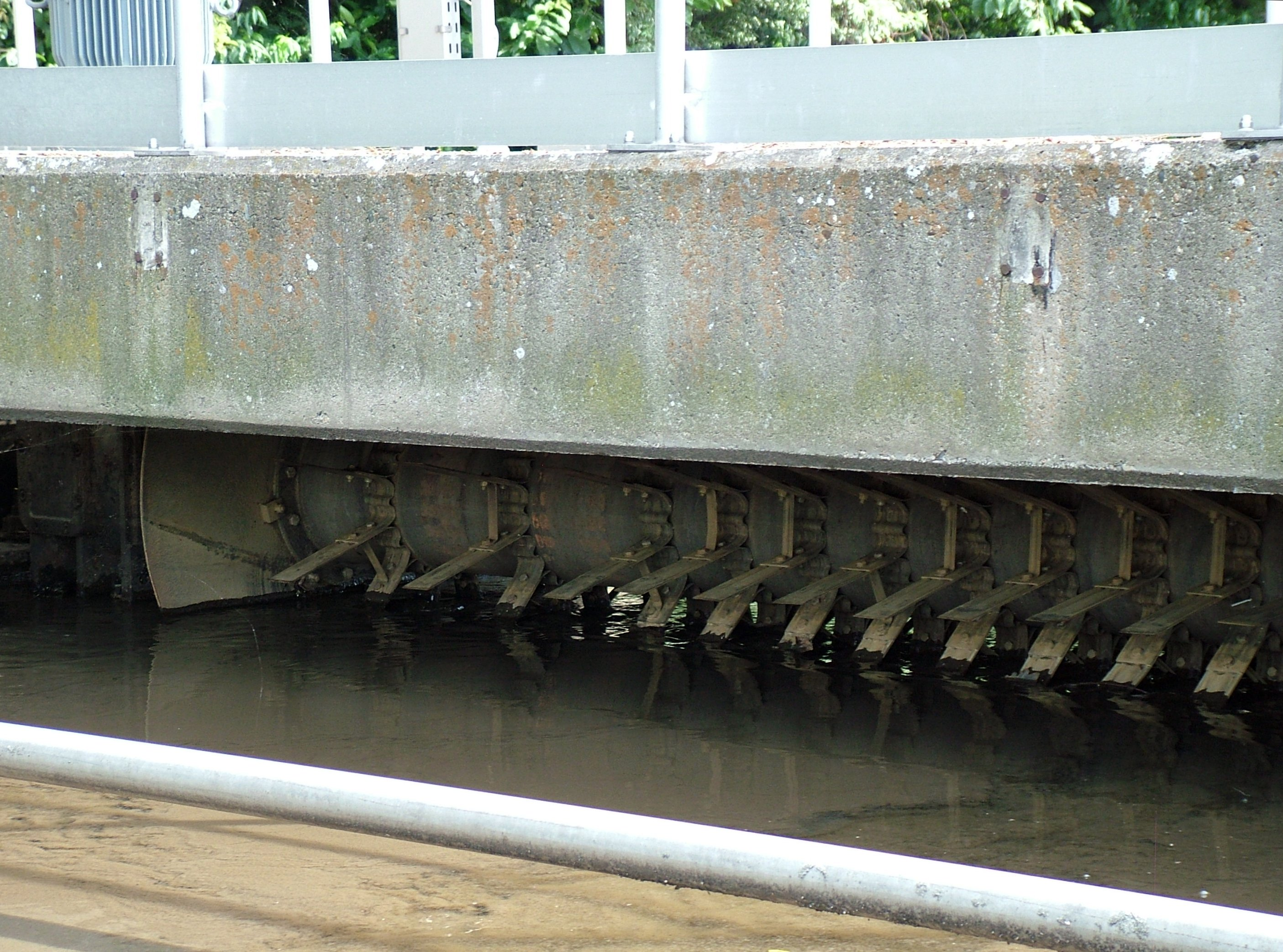
Borstelbeluchter

#### Nabezinktank

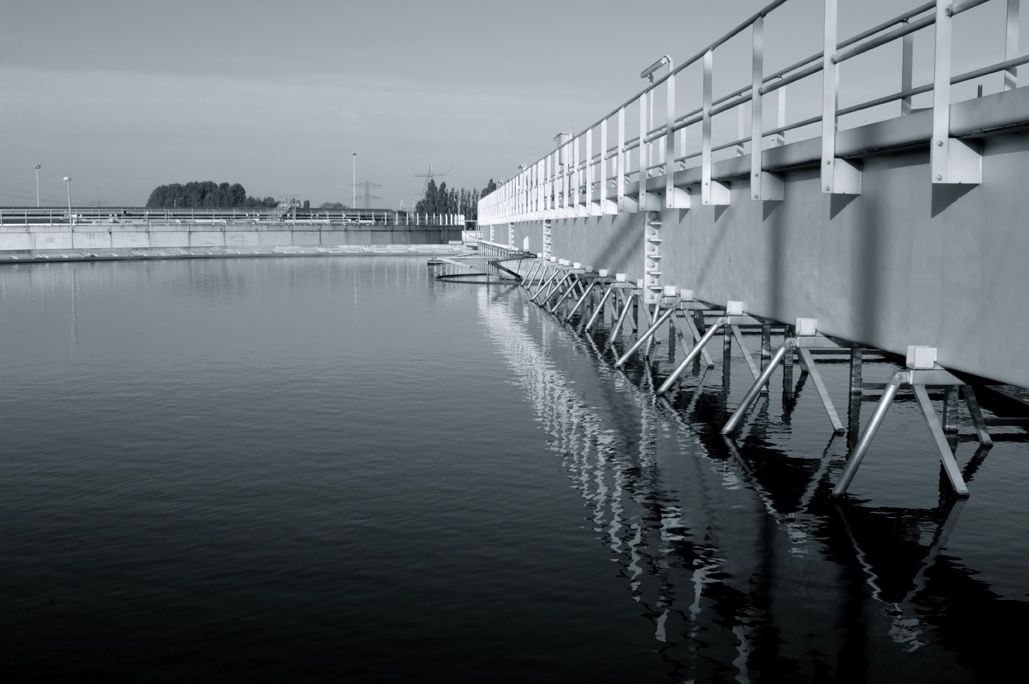
Nabezinktank

Het water/actief-slibmengsel wordt weer gescheiden in een nabezinktank. De constructie is identiek aan die van een voorbezinktank. De actief-slibvlokken hebben de tijd om te bezinken doordat het water heel traag vanuit het midden naar de rand stroomt. Het water dat over de overstortrand van de nabezinktank loopt, is het gezuiverde afvalwater. Onderaan de nabezinktank wordt het meeste slib teruggepompt naar het begin van de biologische zuivering waar het gemengd wordt met nieuw afvalwater. Dit heet het retourslib. Het overschot, ook wel secundair- of surplus-slib genoemd, wordt afgevoerd voor indikking en verdere slibbehandeling.

### Tertiaire zuivering
De tertiaire zuivering is een uitbreiding van de secundaire zuivering en omvat de verwijdering van nutriënten, zoals stikstof- en fosforverbindingen uit het afvalwater. Tertiaire zuivering vindt plaats in dezelfde tanks als secundaire zuivering. Voor tertiaire zuivering zijn er echter extra voorzieningen nodig, waaronder een aangepaste sturing van de beluchting, voorzieningen om het water terug te pompen van het einde van de beluchting naar het begin, aparte zuurstofloze tanks of onbeluchte zones in een beluchtingstank, etc.
Er kan echter ook gebruik worden gemaakt van zandfilters als tertiaire zuivering, waarbij eventuele achtergebleven zwevende deeltjes verwijderd kunnen worden. Hierbij wordt de vuile stroom middels zand gefilterd tot <5 mg/liter. Het meest voorkomende systeem is het continufilter (Dynasand filter) waarbij het door het filtratieproces vervuilde zand continu gereinigd wordt.

#### Stikstofverwijdering
Ammonium en nitraat kunnen niet uit het afvalwater verwijderd worden door neerslagvorming met chemicaliën, omdat deze stoffen zeer goed oplosbaar zijn in water. Daarom moeten deze vormen van stikstof biologisch verwijderd worden. Met zuurstof wordt ammonium door verschillende groepen bacteriën omgezet in nitriet en nadien tot nitraat. Deze organismen zijn autotroof en verwijderen dus ook een (klein) gedeelte van de CO2 uit afvalwater.
Andere groepen bacteriën zullen het nitraat vervolgens omzetten in stikstofgas (N2). Voor dit proces is organisch materiaal als elektronendonor nodig. Door het actief slib afwisselend wel en niet te beluchten zet men eerst het ammonium om in nitraat en achtereenvolgens het nitraat tot stikstofgas.

##### Anoxische tank
Een anoxische tank is een onbeluchte tank die in hoofdzaak bedoeld is voor stikstofverwijdering. Denitrificerende bacteriën leven van nitraat en zetten dit met behulp van organisch materiaal om tot stikstofgas.

#### Fosforverwijdering
Fosfaat kan door actief slib onder bepaalde condities biologisch verwijderd worden: fosfaat accumulerende bacteriën (afgekort tot PAO, wat staat voor Phosphorus Accumulating Organisms) kunnen fosfaat opslaan als polyfosfaat. Dit vermogen tot fosfaatopslag kan in een rioolwaterzuivering gebruikt worden voor de verwijdering van fosfaat. Wanneer PAO's zich in zuurstofloos en nitraatarm water bevinden, komen deze bacteriën in een stress-situatie die ervoor zorgt dat grote hoeveelheden fosfaat door de bacteriën worden afgegeven aan het water/slib mengsel. Deze fase noemt men de hongerfase. Wanneer het actief slib nadien wordt belucht, er door het slib nitraat wordt geproduceerd en de PAO's bijgevolg een overvloed aan zuurstof, nitraat en voedingsstoffen hebben, zullen de PAO's niet alleen de eerder afgegeven hoeveelheid fosfaat terug opnemen, maar ook een overmaat aan fosfaat. Deze fase wordt de feestmaalfase genoemd. Het volledige proces waarbij de afwisseling van anaerobe en zuurstofrijke omstandigheden wordt toegepast voor de groei van fosfaat accumulerende bacteriën noemt men biologische fosfaatverwijdering of kortweg bio-P.
De toepassing van bio-P vereist speciale aanpassingen aan de waterzuiveringsinstallatie: aan het begin van de biologische zuivering moeten er selectortanks en anaerobe tanks aanwezig zijn om zuurstof- en nitraatarme condities te verkrijgen. Dit is niet overal mogelijk. Fosfaat wordt dan verwijderd door middel van een chemische reactie met ijzer of aluminium en door de slechte oplosbaarheid van ijzer(III)fosfaat en aluminiumfosfaat slaan deze stoffen neer en kunnen ze worden afgescheiden in de nabezinktank.
De laatste tijd komt er steeds meer aandacht voor het terugwinnen van fosfaat uit rioolwater, vanwege de toenemende schaarste van fosfaaterts. Door deze schaarste wordt fosfaaterts steeds duurder en wordt hergebruik in economisch opzicht interessanter. Met behulp van technieken zoals neerslaan van fosfor als struviet is het mogelijk om meer dan 70% van het gehalte aan fosfor terug te winnen uit afvalwater
 en tot 97% uit apart ingezamelde urine. Terugwinning van fosfaat voor het gebruik in meststoffen is in energetisch opzicht zelfs gunstiger dan de klassieke productiemethoden voor meststoffen. Het vereist echter grote aanpassingen en investeringen om de huidige afvalwaterbehandeling daartoe om te schakelen.

### Quaternaire zuivering

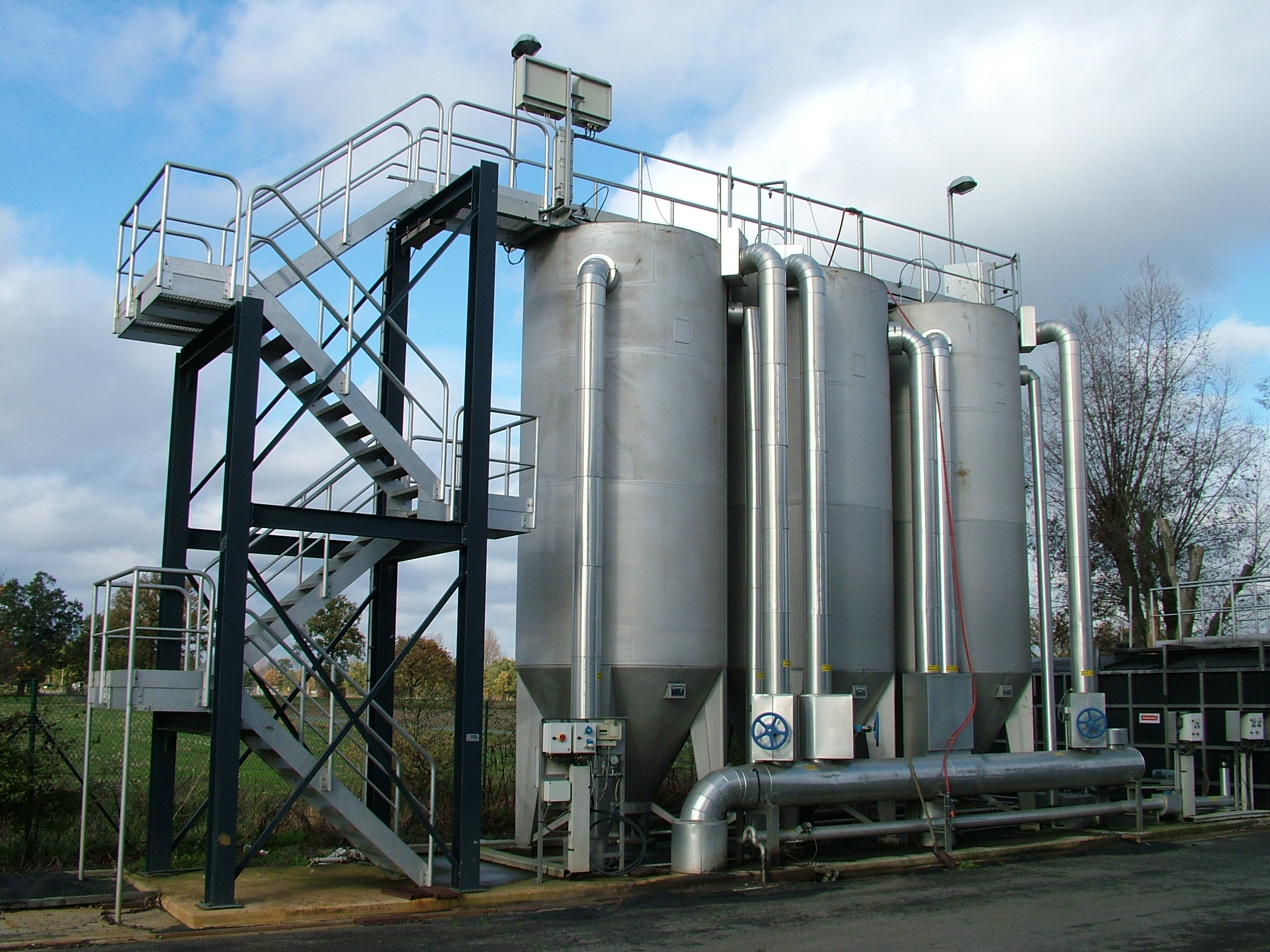
Zandfiltratie (door middel van een continu gewassen zandfilter) wordt na de biologische zuivering op rwzi Bree toegepast voor de verwijdering van nitraat in het effluent

Quaternaire zuivering of nazuivering is bijkomende doorgedreven zuivering voor het verkrijgen van heel zuiver water. Zandfiltratie, ultrafiltratie, ozonisatie en uv-behandeling zijn voorbeelden van quaternaire waterzuiveringstechnieken. Met deze methoden kan men onder andere de gehaltes aan zwevende stoffen naar ultralage niveaus brengen of de hoeveelheid ziekteverwekkende kiemen verlagen. Quaternaire zuiveringstechnieken vindt men normaal gezien niet terug op een rwzi.
Drinkwaterbereiding is een praktische toepassing van quaternaire zuivering. Drinkwater wordt tot op heden vooral gemaakt uit grondwater en oppervlaktewater. Er is echter steeds meer bezorgdheid omtrent de beschikbaarheid en het gebruik van deze waterbronnen. Effluent van rwzi's wordt daarom in toenemende mate gebruikt voor de drinkwaterbereiding. Dit gebeurt vooral in streken met waterschaarste, bijvoorbeeld in Sydney.

## Algemeen ontwerp van een rioolzuiveringsinrichting

Onderstaande figuur geeft een algemeen ontwerp van een rioolwaterzuiveringsinrichting weer:
Algemeen ontwerp van een rioolzuiveringsinrichting

- A: influentpompen of aanvoervijzel
Primaire zuivering:
- B: roostergoedverwijdering
- C: zandvang
- D: voorbezinktank

Secundaire en tertiaire zuivering:
- E: anaerobe tank
- F: anoxische tank
- G: beluchtingstank
- H: nabezinktank

Actief-slibstromen:
- 1: retourslib
- 2: interne retour

De retourslibstroom 1 stelt het actief slib voor dat in de nabezinktank H wordt afgescheiden en teruggevoerd wordt. Het teruggepompte actief slib wordt gemengd met het afvalwater dat van de primaire zuivering (B-D) komt. De snelheid van de biologische reacties is van belang voor de volgorde van de tanks. Het organisch materiaal wordt sneller afgebroken, dan dat het ammonium wordt omgezet tot nitraat. Voor de omzetting van nitraat tot stikstofgas is echter organisch materiaal nodig. Efficiënte stikstofverwijdering krijgt men door de anoxische tank F voor de beluchtingstank G te plaatsen en actief-slib met nitraat terug te pompen via de interne retour 2. Een anaerobe tank E is aanwezig aan het begin van de biologische zuivering indien de installatie ontworpen is voor biologische fosforverwijdering. De zuurstof en het nitraat dat in het retourslib 1 aanwezig is, zal na contact met het afvalwater al na enkele minuten wegreageren.
De tekening bevat 1 didactisch foutje: niet het bezinksel van voorbezinktank D, maar de overloop daarvan gaat naar de vervolg tank E.
Ook zijn de twee af te voeren slibstromen niet getekend, zijnde primair en secundair slib.

## Rendement van een rioolwaterzuivering
Het rendement van een waterzuivering hangt af van verschillende factoren, waaronder het ontwerp, de grootte en het aantal aanwezige tanks. De aansturing van de aanwezige toestellen heeft eveneens een grote impact. Hoe meer metingen op een rwzi beschikbaar zijn, hoe beter het zuiveringsproces automatisch kan worden bijgestuurd voor een optimale verwijdering tegen een minimum energieverbruik. Zo zijn de concentraties aan opgeloste zuurstof, ammonium, nitraat en slib, alsook waterniveaus en het influentdebiet belangrijke parameters. Het influent bevat soms grote verschillen in aangevoerde vuilvracht en debiet. Door de opwarming van de Aarde neemt via het hemelwater de frequentie en de hoogte van deze pieken in de aanvoer toe. Bij stijgende debieten moet het water de zuivering sneller doorlopen. De verblijftijd wordt kleiner, waardoor de zuiveringsprocessen minder tijd krijgen. Bij het overschrijden van een kritische grens leidt dit tot een lagere kwaliteit van het effluent. Meestal zijn rioolstelsels gemengde rioolstelsels, wat wil zeggen dat dezelfde riool zowel regen- als afvalwater transporteert. Daardoor is er bij regenval een sterk verhoogde aanvoer van verdund water op de rwzi. Door het rioolsysteem uit te voeren als een gescheiden stelsel waarbij regenwater en afvalwater gescheiden worden afgevoerd, kan het (grootste deel van het) regenwater direct naar een waterloop gebracht worden en worden de extreme debietpieken naar een rwzi afgevlakt. Het aanleggen van een volledig gescheiden rioolstelsel is heel duur, maar zorgt er wel voor dat het debiet en de vuillast naar een rwzi constanter worden. Daardoor kan men de rwzi beter optimaliseren en kan ze compacter ontworpen worden. Alternatieve maatregelen zijn het installeren van wachtbekkens, die het gemengde afvalwater en regenwater tijdelijk opslaan en het implementeren van intelligente sturingen in het rioleringsstelsel (aangeduid met de term Real time control) om de buffercapaciteit van het rioolstelsel zelf te gebruiken.
Tot slot is de waterkwaliteit van het influent bepalend voor het rendement van een rwzi:
- Bij een grotere hoeveelheid afvalstoffen is het gemakkelijker om de vervuiling biologisch te verwijderen.
- Bij een kleinere hoeveelheid afvalstoffen wordt het moeilijker om een bepaald percentage vervuiling biologisch te verwijderen overeenkomstig de richtlijn Stedelijk afvalwater.
- De verdunning van het echte grijze afvalwater dat van de huizen naar de riolering stroomt: regenwater en grondwater dat in de riolen infiltreert, verdunnen het afvalwater met schoon water dat geen zuivering nodig heeft. In extreme gevallen van regenwateraanvoer kan het influent al voldoen aan de effluentconcentratienormen.

## Procesverstoring
Procesverstoring kan optreden door lozingen en een toekomende vuilvracht die groter is dan de vuilvracht die het zuiveringsstation kan verwerken. Een groot probleem voor de rioolwaterzuivering is vervuiling die volstrekt niet in het riool thuishoort zoals bijvoorbeeld frituurvet, maandverband en hygiënische doekjes. Het veroorzaakt namelijk verstoppingen die het zuiveringsproces vaak laten vastlopen. Ook lozingen van chemicaliën in het rioolstelsel kunnen een grote impact hebben op het waterzuiveringsproces. De invloed hangt echter af van de giftigheid of andere gevaarlijke aspecten van de stof, van de concentratie en van de totale hoeveelheid. In beperkte mate is het zuiveringsproces op een zuiveringsstation bestand tegen lozingen met giftige producten. Wanneer een bepaalde grens eenmaal is overschreden, sterven micro-organismen af, vallen slibvlokken uiteen, treden veranderingen op in de verhoudingen tussen de soorten bacteriën, beginnen ongewenste organismen te groeien, etc. Hetzelfde geldt voor producten die op het zuiveringsstation zelf gebruikt worden voor bijvoorbeeld de fosforverwijdering, waarbij een defect in een afsluiter kan leiden tot een sterke pH-daling. Indien men een externe lozing kan lokaliseren voor deze in de secundaire zuivering terechtkomt, kan men deze afzonderen in het rioolstelsel of in een aparte tank op het zuiveringsstation. Zo niet kan men de beluchting handmatig op vol vermogen laten draaien om de slibvlokken in zo goed mogelijke conditie te houden. In het slechtste geval kan men alleen het biologisch slib afvoeren en het zuiveringsstation enten met slib van een andere installatie en het opnieuw opstarten, met alle bijbehorende gevolgen voor het effluent en het ontvangende oppervlaktewater.
Een grote hoeveelheid zuurstofvangende materialen, die groter is dan de verwerkingscapaciteit van het zuiveringsstation, kan zowel optreden in extreme regenweeromstandigheden, waarbij al het bezonken materiaal in het rioolstelsel ineens toekomt op de rwzi, als door lozing van geconcentreerde afvalstromen, bijvoorbeeld melk- en oliehoudende producten. In dergelijke omstandigheden bevat het effluent nog BZV en CZV, terwijl er weinig ammonium afgebroken is. Indien deze omstandigheden meermaals en/of langer dan een dag voorkomen, treden veranderingen op in de verhoudingen tussen de soorten bacteriën in het biologisch slib, waardoor het slib slechter bezinkt en gedurende langere tijd hogere concentraties zwevende stoffen in het effluent terug te vinden zijn.

## Slibverwerking
Micro-organismen staan in voor een belangrijk deel van de zuivering van het afvalwater. Bij dit proces groeien de organismen aan: het slib neemt toe in volume en is ook het belangrijkste nevenproduct van afvalwaterzuivering. Het spuislib dat vanuit de waterzuivering weggepompt wordt bevat zo'n 3-8 g (of 0,3-0,8%) biomassa per liter water. Deze biomassa biedt verschillende mogelijke toepassingen, waaronder gebruik als hernieuwbare brandstof in cementovens of elektriciteitswinning.
Slibontwatering is de belangrijkste hinderpaal voor onder andere hergebruik als brandstof, aangezien het spuislib meer dan 99% water bevat. Het slib wordt in opeenvolgende stappen ingedikt en gedroogd in gravitaire indikkers, zeefbandpersen, filterpersen, centrifuges en slibdrooginstallaties.

### Slibvergisting

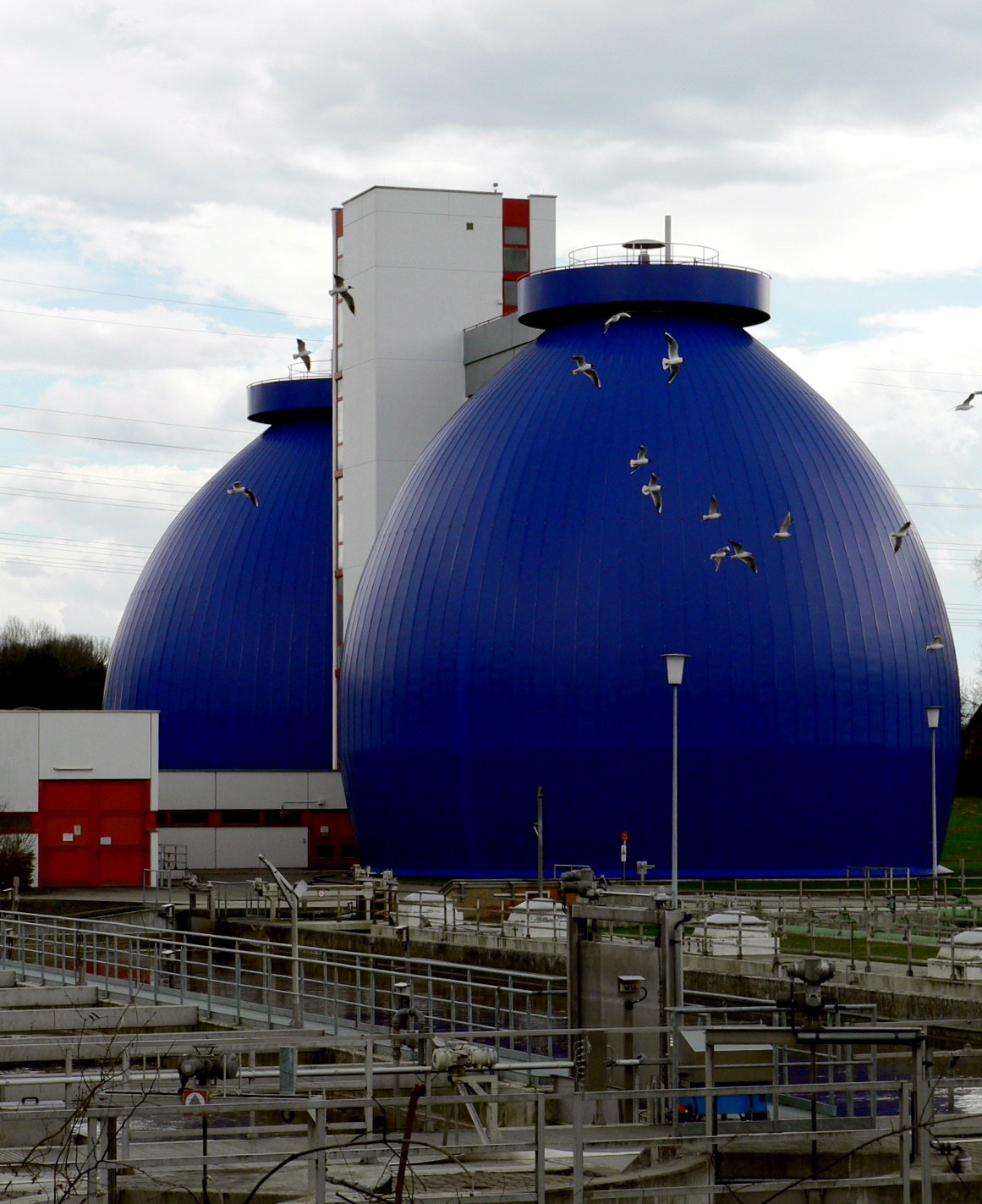
Slibgistingstanks te Ravensburg

Slibvergisting is naast het gebruik van gedroogd slib een tweede methode om het spuislib te gebruiken als hernieuwbare brandstof. Het slib wordt zo'n dertigtal dagen bij een temperatuur van ongeveer 30 °C gehouden onder omstandigheden waarbij anaerobe dissimilatie optreedt. Het organisch materiaal breekt gedurende deze periode in opeenvolgende stappen af tot CO2 en methaan (biogas):
1. Hydrolyse: grote biopolymeren worden opgedeeld in hun afzonderlijke subeenheden, de monomeren.
2. Acidogenese: een biologische reactie waarbij de monomeren omgevormd worden tot vluchtige vetzuren.
3. Acetogenese: vetzuren met meer dan twee koolstofatomen worden omgezet tot azijnzuur, koolstofdioxide en waterstofgas.
4. Methanogenese: het azijnzuur wordt door methaanvormende bacteriën omgezet in methaan.

Veel rwzi's met slibvergisting gebruiken het geproduceerde methaan om een aggregaat aan te drijven en produceren zo (een deel van) hun eigen elektriciteit.  Vanwege de hoge investeringskosten voor het bouwen van een slibgistingsinstallatie wordt vooral op de grotere rwzi's slib vergist.
Het uitgaande water van de slibgistingsinstallatie bevat een hoge vuilvracht aan nutriënten die micro-organismen tijdens de biologische zuivering eerder uit het afvalwater hadden opgenomen. Zo bevat het slibwater dat bij de gisting ontstaat veel ammonium door de afbraak van aminozuren. Het slibwater wordt teruggeleid naar de waterzuivering. Vanwege de hoge vuilvracht aan stikstof en fosfor in de kleine hoeveelheden slibwater kan het interessant zijn om op deze deelstroom een afzonderlijke behandeling te voorzien: het SHARON-proces (bijvoorbeeld in Utrecht, Den Haag), het SHARON-anammoxproces (in Rotterdam), of de BABE-proces (in 's-Hertogenbosch) zijn hiervan voorbeelden.

## Wettelijk kader
Door de enorme toename van de gevolgen van de industrialisering in de twintigste eeuw was in de tweede helft ervan de diversiteit aan fauna en flora in de grote rivierbekkens in Europa erg laag geworden. Rivieren als de Schelde en de Zenne waren op het einde van de jaren tachtig vrijwel dood en konden de steeds groter wordende instromende vuilvracht niet aan. Om hieraan iets te doen, vaardigde de toenmalige Europese Economische Gemeenschap in 1991 de Richtlijn Stedelijk Afvalwater uit. De uitbouw van rioolwaterzuiveringsinfrastructuur versnelde en de riolerings- en zuiveringsgraad steeg aanzienlijk. De richtlijn stedelijk afvalwater legde normen op voor verwijderingspercentages en concentraties van CZV, BZV, ammonium, nitraat, fosfaat en zwevende stoffen.
De focus van de Europese wetgeving verschoof nadien meer naar het verkrijgen van een goede ecologische kwaliteit van het afvalwater. De Kaderrichtlijn Water verplicht de lidstaten van de EU in het voorzien van een goede biologische kwaliteit van oppervlaktewateren. Dit houdt onder andere in dat men voorziet in een goede rioolwaterzuiveringsinfrastructuur. Bovendien moeten ook maatregelen genomen worden, zoals het (weer) laten meanderen van beken, bedoeld voor het verbeteren van de ecologische kwaliteit van de wateren en hun oevers.
Artikel 5 van de Richtlijn Stedelijk Afvalwater bepaalt dat overheden konden kiezen tussen concentratienormen voor waterzuiveringsstations of verwijderingsnormen voor een volledig gebied. De kaderrichtlijn water laat nog meer ruimte voor lokale initiatieven toe: dit komt door de focus op het verkrijgen van een goede waterkwaliteit waarvoor de te nemen maatregelen locatiespecifiek zijn. Bijgevolg is de invoering van de Europese richtlijnen verschillend per lidstaat of deelstaat.

### Situatie in Vlaanderen
Het Belgische gewest Vlaanderen koos ervoor om concentratienormen op te leggen aan rioolwaterzuiveringsinstallaties. Bovendien richtte ze in 1990 een naamloze vennootschap op opdat de doelstellingen van de Richtlijn Stedelijk Afvalwater gehaald zouden worden. Sindsdien is het speciaal daarvoor opgerichte bedrijf, Aquafin, bevoegd voor de zuivering van het huishoudelijk afvalwater, de verdere uitbouw van het rioleringsstelsel, waterzuiveringsstations en de voorfinanciering van de bouw van rioleringen en zuiveringsstations.
De rioleringsgraad in Vlaanderen steeg van 79% in 1990 naar 87,1% in 2008. Het aandeel gezuiverd huishoudelijk afvalwater steeg van 30% in 1990 naar 73,3% in 2008. In 2019 wordt 84% van het huishoudelijk afvalwater gezuiverd. Aquafin beheerde in 2010 247 rwzi's.
De Vlaamse regering besliste in het kader van de richtlijn stedelijk afvalwater om concentratienormen op te leggen voor de rioolwaterzuiveringsinstallaties. Bovendien werd heel Vlaanderen ingekleurd als kwetsbaar gebied, waardoor alle rwzi's normen hebben voor de concentraties aan stikstof en fosfor. De richtlijn stedelijk afvalwater werd opgenomen in de VLAREM II wetgeving van 1 juni 1995. De zogenoemde kleine Vlaremtrein van 13 februari 2004 maakte de normen strikter. Deze wet legde behalve concentratienormen ook strikte normen op voor verwijderingspercentages.

### Situatie in Nederland
In Nederland waren waterschappen reeds in de Middeleeuwen verantwoordelijk voor het waterbeheer. De Nederlandse regering droeg in de jaren negentig de verantwoordelijkheid voor het zuiveren van afvalwater op aan de bestaande waterschappen en koos in het kader van de Richtlijn Stedelijk Afvalwater voor verwijderingspercentages per gebied. Vijfentwintig regionale waterschappen zuiveren anno 2011 het stedelijk afvalwater en zorgen ervoor dat ze in hun regio minstens 75% van de hoeveelheid stikstof en fosfor uit het afvalwater verwijderen.
In 1990 bedroeg de rioleringsgraad 96%. Deze steeg tot 99,6% in 2008 door verdere inspanningen in het kader van de richtlijn stedelijk afvalwater. In 2006 werd 78% van de hoeveelheid stikstof en 82% van de hoeveelheid fosfor uit het afvalwater verwijderd.
De Europese Unie maakt een onderscheid tussen kwetsbare en niet kwetsbare gebieden. Nederland past net zoals Vlaanderen overal de strengere normen voor kwetsbare gebieden toe. De richtlijn stedelijk afvalwater werd in de Nederlandse wetgeving opgenomen in het lozingsbesluit stedelijk afvalwater van de Wet verontreiniging oppervlaktewateren, de Wet Milieubeheer en in het Lozingenbesluit Afvalwater Huishoudens. Op 22 december 2009 werd de bestaande wetgeving rond het waterbeleid grotendeels samengevoegd in de Waterwet, die onder andere invulling geeft aan de kaderrichtlijn water.
In verband met de Coronacrisis in Nederland worden door de waterschappen in de zuiveringsinstallaties wekelijks metingen verricht om de lokale mate van besmetting door het SARS-CoV-2 virus aan te tonen. Er wordt gekeken of de metingen vaker kunnen plaatsvinden. De monsters moeten overal vandaan naar het Rijksinstituut voor Volksgezondheid en Milieu voor analyse. Daarbij gaat het om 24-uurs monsternames. Met speciale apparatuur wordt er 24 uur lang elk uur een monster genomen. Van al deze monsters wordt vervolgens een analyse gemaakt. Met deze methode wordt voorkomen dat de meting slechts een momentopname is.
Het onderzoek van het rioolwater wordt ook als extra onderzoek voor de nationale drugsmonitor (NDM) ingezet.